# Мазово (Оренбургская область)
Мазово — посёлок в Кувандыкском городском округе Оренбургской области России.

## География
Посёлок находится на востоке центральной части Оренбургской области, на берегах реки Дергаиш, на расстоянии примерно 42 километров (по прямой) к востоку-северо-востоку (ENE) от города Кувандык, административного центра района. Абсолютная высота — 317 метров над уровнем моря.
Климат
Климат характеризуется как умеренно континентальный, с четырьмя чётко выраженными временами года. Абсолютный минимум температуры воздуха самого холодного месяца (января) составляет −45 °C; абсолютный максимум самого тёплого месяца (июля) — 42 °C. Среднегодовое количество атмосферных осадков составляет 300—550 мм, из которых около 70 % выпадает в весенне-летний период. Снежный покров довольно устойчив и держится в течение 150 дней в году.
Часовой пояс
Посёлок Елшанка, как и вся Оренбургская область, находится в часовой зоне МСК+2. Смещение применяемого времени относительно UTC составляет +5:00.

## История
До 1 мая 2015 года входил в состав ныне упразднённого Новосаринского сельсовета.

## Население
| 2010 |
| ---- |
| 200  |

Гендерный состав
По данным Всероссийской переписи населения 2010 года в гендерной структуре населения мужчины составляли 48 %, женщины — соответственно 52 %.
Национальный состав
Согласно результатам переписи 2002 года, в национальной структуре населения башкиры составляли 68 % из 245 чел.